# قائمة الجوائز والترشيحات التي تلقاها جاستن بيبر
جاستن بيبر هو مغني وكاتب أغاني كندي. ألبوم بيبر الأول الكامل، ماي ورلد 2.0، أصدر في 19 مارس 2010. أظهر ثلاثة أغاني منفردة دخلت بيلبورد هوت 100: «بيبي» و«سومبودي تو لوف» و«يو سمايل». كان الألبوم معتمدا مرتين بلاتين من قبل آر آي أي أي.

## جائزة الموسيقى الأمريكية[3]
| السنة | المستلم                                                      | الجائزة                  | النتيجة | مرجع  |
| ----- | ------------------------------------------------------------ | ------------------------ | ------- | ----- |
| 2010  | جاستن بيبر                                                   | فنان السنة               | فوز     | [ 4 ] |
| 2010  | جاستن بيبر                                                   | فنان بوب/روك ذكر مفضل    | فوز     | [ 4 ] |
| 2010  | جاستن بيبر                                                   | فنان السنة الجديد        | فوز     | [ 4 ] |
| 2010  | ماي ورلد 2.0                                                 | ألبوم بوب/روك مفضل       | فوز     | [ 4 ] |
| 2011  | جاستن بيبر                                                   | فنان ذكر مفضل - بوب/روك  | رُشِّح     | [ 5 ] |
| 2012  | جاستن بيبر                                                   | فنان السنة               | فوز     | [ 6 ] |
| 2012  | جاستن بيبر                                                   | فنان ذكر مفضل - بوب/روك  | فوز     | [ 6 ] |
| 2012  | بيليف                                                        | ألبوم بوب/روك المفضل     | فوز     | [ 6 ] |
| 2015  | "وير آر يو ناو" (مع جاك يو)                                  | تعاون السنة              | فوز     | [ 7 ] |
| 2016  | جاستن بيبر                                                   | فنان السنة               | فوز     |       |
| 2016  | جاستن بيبر                                                   | فنان بوب/روك ذكر مفضل    | فوز     |       |
| 2016  | "لوف يورسيلف"                                                | أغنية بوب/روك المفضلة    | فوز     |       |
| 2016  | "سوري"                                                       | فيديو السنة              | فوز     |       |
| 2016  | بوربوس                                                       | ألبوم بوب/روك المفضل     | فوز     |       |
| 2017  | "ايام ذا وان" (مع دي جي خالد، الكافو، فرصة الراب، وليل واين) | اغنية راب/هيب هوب المفضل | فوز     |       |
| 2017  | "ايام ذا وان" (مع دي جي خالد، الكافو، فرصة الراب، وليل واين) | دويتوب السنة             | رُشِّح     |       |
| 2017  | "ديسباسيتو" (مع لويس فونسي & دادي يانكي)                     | دويتوب السنة             | فوز     |       |
| 2017  | "ديسباسيتو" (مع لويس فونسي & دادي يانكي)                     | اغنية بوب/روك المفضلة    | فوز     |       |

## جوائز أي سي إس أي بي
| السنة | المستلم                                    | الجائزة                 | النتيجة | مرجع   |
| ----- | ------------------------------------------ | ----------------------- | ------- | ------ |
| 2012  | جاستن بيبر: نيفر ساي نيفر (مع ديبورا لوري) | أعلى أفلام شباك التذاكر | فوز     | [ 8 ]  |
| 2013  | "آز لونغ آز يو لوف مي" (متضمنة بيغ سين)    | الأغنية الأكثر أداء     | فوز     | [ 9 ]  |
| 2014  | "آز لونغ آز يو لوف مي" (متضمنة بيغ سين)    | الأغنية الأكثر أداء     | فوز     | [ 10 ] |
| 2014  | "بيوتي أند أ بيت" (متضمنة نيكي ميناج)      | الأغنية الأكثر أداء     | فوز     | [ 10 ] |

## جوائزة بامبي
| السنة | المستلم    | جوائز | النتيجة | مرجع   |
| ----- | ---------- | ----- | ------- | ------ |
| 2011  | جاستن بيبر | تسلية | فوز     | [ 11 ] |

## جوائز بي إي تي
جوائز بي إي تي هي حفل توزيع جوائز سنوي للإعتراف بالأمريكيين الأفارقة والأقليات الأخرى في الموسيقى والتمثيل والرياضات وغيرها. تم ترشيح بيبر مرتين.
| السنة | المستلم    | الجائزة           | النتيجة | مرجع   |
| ----- | ---------- | ----------------- | ------- | ------ |
| 2010  | جاستن بيبر | أفضل فنان جديد    | رُشِّح     | [ 12 ] |
| 2010  | جاستن بيبر | جائزة فانديمونيوم | رُشِّح     | [ 12 ] |

## جوائز بيلبورد الموسيقية
| السنة | المستلم                     | الجائزة                           | النتيجة | مرجع   |
| ----- | --------------------------- | --------------------------------- | ------- | ------ |
| 2011  | جاستن بيبر                  | مفضل المعجبين                     | فوز     | [ 13 ] |
| 2011  | جاستن بيبر                  | أعلى فنان إجتماعي                 | فوز     | [ 13 ] |
| 2011  | جاستن بيبر                  | أعلى فنان                         | رُشِّح     | [ 13 ] |
| 2011  | جاستن بيبر                  | أعلى فنان متدفق                   | فوز     | [ 13 ] |
| 2011  | جاستن بيبر                  | أعلى فنان جديد                    | فوز     | [ 13 ] |
| 2011  | جاستن بيبر                  | أعلى فنان بيلبورد 200             | رُشِّح     | [ 13 ] |
| 2011  | جاستن بيبر                  | أعلى فنان وسائط رقمية             | فوز     | [ 13 ] |
| 2011  | جاستن بيبر                  | أعلى فنان ذكر                     | رُشِّح     | [ 13 ] |
| 2011  | جاستن بيبر                  | أعلى فنان بوب                     | رُشِّح     | [ 13 ] |
| 2011  | ماي ورلد 2.0                | أعلى ألبوم بيلبورد 200            | رُشِّح     | [ 13 ] |
| 2011  | ماي ورلد 2.0                | أعلى ألبوم بوب                    | رُشِّح     | [ 13 ] |
| 2011  | "بيبي" (متضمنة لوداكريس)    | أعلى أغنية متدفقة (فيديو)         | رُشِّح     | [ 13 ] |
| 2012  | جاستن بيبر                  | أعلى فنان بيلبورد 200             | رُشِّح     | [ 14 ] |
| 2012  | جاستن بيبر                  | أعلى فنان ذكر                     | رُشِّح     | [ 14 ] |
| 2012  | جاستن بيبر                  | أعلى فنان وسائط رقمية             | رُشِّح     | [ 14 ] |
| 2012  | جاستن بيبر                  | أعلى فنان إجتماعي                 | فوز     | [ 14 ] |
| 2012  | أندر ذا ميسيلتو             | أعلى ألبوم بوب                    | رُشِّح     | [ 14 ] |
| 2013  | جاستن بيبر                  | أعلى فنان                         | رُشِّح     | [ 15 ] |
| 2013  | جاستن بيبر                  | أعلى فنان بيلبورد 200             | رُشِّح     | [ 15 ] |
| 2013  | جاستن بيبر                  | أعلى فنان إجتماعي                 | فوز     | [ 15 ] |
| 2013  | جاستن بيبر                  | أعلى فنان ذكر                     | فوز     | [ 15 ] |
| 2013  | جاستن بيبر                  | أعلى فنان بوب                     | رُشِّح     | [ 15 ] |
| 2013  | جاستن بيبر                  | جائزة مايلستون                    | فوز     | [ 15 ] |
| 2013  | بيليف                       | أعلى ألبوم بوب                    | رُشِّح     | [ 15 ] |
| 2014  | جاستن بيبر                  | أعلى فنان إجتماعي                 | فوز     | [ 16 ] |
| 2015  | جاستن بيبر                  | أعلى فنان إجتماعي                 | فوز     | [ 16 ] |
| 2016  | جاستن بيبر                  | أعلى فنان                         | رُشِّح     | [ 17 ] |
| 2016  | جاستن بيبر                  | أعلى فنان ذكر                     | فوز     | [ 17 ] |
| 2016  | جاستن بيبر                  | أعلى فنان بيلبورد 200             | رُشِّح     | [ 17 ] |
| 2016  | جاستن بيبر                  | أعلى فنان هوت 100                 | رُشِّح     | [ 17 ] |
| 2016  | جاستن بيبر                  | أعلى فنان مبيعات أغاني            | رُشِّح     | [ 17 ] |
| 2016  | جاستن بيبر                  | أعلى فنان أغاني راديو             | رُشِّح     | [ 17 ] |
| 2016  | جاستن بيبر                  | أعلى فنان أغاني متدفقة            | رُشِّح     | [ 17 ] |
| 2016  | جاستن بيبر                  | أعلى فنان وسائل التواصل الإجتماعي | فوز     | [ 17 ] |
| 2016  | بوربوس                      | أعلى ألبوم بيلبورد 200            | رُشِّح     | [ 17 ] |
| 2016  | "سوري"                      | أعلى أغنية متدفقة                 | رُشِّح     | [ 17 ] |
| 2016  | "وات دو يو مين؟"            | أعلى أغنية متدفقة                 | رُشِّح     | [ 17 ] |
| 2016  | "وير آر يو ناو" (مع جاك يو) | أعلى رقصة/أغنية إلكترونية         | رُشِّح     | [ 17 ] |

### جوائز بيلبورد.كوم نصف السنة الموسيقية
| السنة | المستلم                               | الجائزة                             | النتيجة | مرجع   |
| ----- | ------------------------------------- | ----------------------------------- | ------- | ------ |
| 2012  | جاستن بيبر                            | أكثر فنان مبالغ فيه                 | فوز     | [ 18 ] |
| 2013  | جاستن بيبر                            | أكثر فنان مبالغ فيه                 | فوز     | [ 18 ] |
| 2013  | الرحلة الأوروبية الفوضوية لجاستن بيبر | الأكثر خيبة للآمال                  | رُشِّح     | [ 19 ] |
| 2013  | بيليف أكوستيك                         | ألبوم بيلبورد 200 الرقم واحد المفضل | رُشِّح     | [ 19 ] |
| 2013  | جاستن بيبر ضد ذا بلاك كيز' بات كارني  | عداء متميز                          | رُشِّح     | [ 19 ] |

### جوائز سياحة بيلبورد
| السنة | المستلم                         | الجائزة                            | النتيجة     | مرجع   |
| ----- | ------------------------------- | ---------------------------------- | ----------- | ------ |
| 2013  | جاستن بيبر                      | جائزة اختيار معجبين حافلة بالأحداث | رُشِّح         | [ 20 ] |
| 2016  | بوربوس ورلد تاور                | أعلى حزمة                          | فوز         | [ 21 ] |
| 2016  | بوربوس ورلد تاور / كالفين كلاين | جائزة تسويق وترويج الحفل           | في الانتظار | [ 21 ] |

## جوائز بيبول تشويس
| السنة | المستلم          | الجائزة                 | النتيجة |
| ----- | ---------------- | ----------------------- | ------- |
| 2011  | جاستن بيبر       | أفضل فنان تفكك          | رُشِّح     |
| 2011  | "بيبي"           | الأغنية المصورة المفضلة | رُشِّح     |
| 2012  | جاستن بيبر       | فنان ذكر مفضل           | رُشِّح     |
| 2013  | بيليف            | الألبوم المفضل للسنة    | رُشِّح     |
| 2013  | "بوي فريند"      | أغنية مصورة مفضلة       | رُشِّح     |
| 2013  | "بيليبرز"        | متابعة معجبين مفضلة     | رُشِّح     |
| 2013  | جاستن بيبر       | فنان ذكر مفضل           | رُشِّح     |
| 2013  | جاستن بيبر       | فنان بوب مفضل           | رُشِّح     |
| 2016  | جاستن بيبر       | فنان ذكر مفضل           | رُشِّح     |
| 2016  | "وات دو يو مين؟" | الأغنية المفضلة         | فوز     |

## جوائز راديو ديزني الموسيقية
| السنة | المستلم                               | الجائزة                                | النتيجة |
| ----- | ------------------------------------- | -------------------------------------- | ------- |
| 2013  | "بيوتي أند أ بيت" (متضمنة نيكي ميناج) | أغنية السنة                            | رُشِّح     |
| 2013  | بيليبرز                               | أشرس معجبين                            | رُشِّح     |
| 2013  | جاستن بيبر                            | أفضل فنان ذكر                          | فوز     |
| 2016  | جاستن بيبر                            | إنه الأول – أفضل فنان ذكر              | رُشِّح     |
| 2016  | جاستن بيبر                            | أكثر فنان تم التحدث عنه في راديو ديزني | رُشِّح     |
| 2016  | بيليبرز                               | أشرس معجبين                            | فوز     |
| 2016  | "وات دو يو مين؟"                      | أفضل أغنية لشفة المزامنة لـ            | فوز     |
| 2016  | "سوري"                                | أفضل أغنية تفكك                        | رُشِّح     |

## برنامج ذهب آر آي أي أي وبلاتين
| السنة | المتسلم              | جائزة      | النتيجة | مرجع   |
| ----- | -------------------- | ---------- | ------- | ------ |
| 2013  | "بيبي" (مع لوداكريس) | جائزة ماسة | فوز     | [ 26 ] |

## جوائز بلاك ريل
| السنة | المستلم                            | الجائزة           | النتيجة | مرجع   |
| ----- | ---------------------------------- | ----------------- | ------- | ------ |
| 2011  | "نيفر ساي نيفر" (متضمنة جيدن سميث) | أغنية أصلية معلقة | رُشِّح     | [ 27 ] |

## برافو أوتو
| السنة | المستلم      | الجائزة                               | النتيجة | مرجع                 |
| ----- | ------------ | ------------------------------------- | ------- | -------------------- |
| 2010  | "جاستن بيبر" | مغني خارق                             | فوز     | [ 28 ]               |
| 2011  | "جاستن بيبر" | ذكر مغني خارق                         | فوز     | [ 29 ]               |
| 2011  | "جاستن بيبر" | نجم إنترنت                            | فوز     | [ 29 ]               |
| 2012  | "جاستن بيبر" | مغني خارق - ذكر                       | فوز     | [ 30 ]               |
| 2013  | "جاستن بيبر" | Az év legjobb külföldi férfi előadója | فوز     | [ 31 ] [ 32 ] [ 33 ] |
| 2014  | "جاستن بيبر" | Az év férfi előadója                  | رُشِّح     | [ 34 ]               |

## جوائز جونو
| السنة | المستلم          | الجائزة                | النتيجة | مرجع   |
| ----- | ---------------- | ---------------------- | ------- | ------ |
| 2010  | ماي ورلد         | ألبوم السنة            | رُشِّح     | [ 35 ] |
| 2010  | ماي ورلد         | ألبوم بوب السنة        | رُشِّح     | [ 35 ] |
| 2010  | جاستن بيبر       | الفنان الجديد للسنة    | رُشِّح     | [ 35 ] |
| 2011  | جاستن بيبر       | فنان السنة             | رُشِّح     | [ 36 ] |
| 2011  | جاستن بيبر       | جائزة خيار المعجب      | فوز     | [ 36 ] |
| 2011  | ماي ورلد 2.0     | ألبوم السنة            | رُشِّح     | [ 36 ] |
| 2011  | ماي ورلد 2.0     | ألبوم بوب السنة        | فوز     | [ 36 ] |
| 2012  | جاستن بيبر       | جائزة خيار المعجب      | فوز     | [ 37 ] |
| 2012  | أندر ذا ميسيلتو  | ألبوم السنة            | رُشِّح     | [ 37 ] |
| 2013  | جاستن بيبر       | فنان السنة             | رُشِّح     | [ 38 ] |
| 2013  | جاستن بيبر       | جائزة خيار المعجب      | فوز     | [ 38 ] |
| 2013  | بيليف            | ألبوم السنة            | رُشِّح     | [ 38 ] |
| 2013  | بيليف            | ألبوم بوب السنة        | رُشِّح     | [ 38 ] |
| 2014  | جاستن بيبر       | جائزة خيار المعجب      | رُشِّح     | [ 39 ] |
| 2016  | جاستن بيبر       | فنان السنة             | رُشِّح     | [ 40 ] |
| 2016  | جاستن بيبر       | جائزة خيار المعجب      | فوز     | [ 40 ] |
| 2016  | بوربوس           | ألبوم السنة            | رُشِّح     | [ 40 ] |
| 2016  | بوربوس           | ألبوم بوب السنة        | فوز     | [ 40 ] |
| 2016  | "وات دو يو مين؟" | الأغنية المنفردة للسنة | رُشِّح     | [ 40 ] |

## جوائز تي آر أل (إيطاليا)
| السنة | المستلم                    | الجائزة                       | النتيجة |
| ----- | -------------------------- | ----------------------------- | ------- |
| 2010  | جاستن ببر                  | Best International Male       | فوز     |
| 2012  | جاستن ببر                  | Best Look                     | فوز     |
| 2013  | جاستن ببر                  | Best Fan                      | رُشِّح     |
| 2013  | جاستن ببر                  | Artist Saga                   | رُشِّح     |
| 2013  | جاستن ببر                  | Best Tweet                    | رُشِّح     |
| 2013  | "#ذات_باور" (مع ويل.آي.أم) | Best Energic Video            | رُشِّح     |
| 2014  | جاستن بيبر                 | Best Fan                      | رُشِّح     |
| 2014  | جاستن بيبر                 | Artist Saga                   | رُشِّح     |
| 2015  | جاستن بيبر                 | Best Fan                      | رُشِّح     |
| 2015  | جاستن بيبر                 | Artist Saga                   | رُشِّح     |
| 2015  | جاستن بيبر                 | Top Instagram Star            | فوز     |
| 2016  | جاستن بيبر                 | أفضل ذكر عالمي                | فوز     |
| 2016  | جاستن بيبر                 | Best Tormentone               | فوز     |
| 2016  | "وات دو يو مين؟"           | AIR VIGORSOL Best Fresh Video | فوز     |
| 2016  | جاستن بيبر                 | Artist Saga                   | رُشِّح     |

## جوائز فيرجن ميديا ميوزك
| السنة | المستلم    | الجائزة         | النتيجة | مرجع   |
| ----- | ---------- | --------------- | ------- | ------ |
| 2011  | جاستن بيبر | أسخن ذكر        | رُشِّح     | [ 45 ] |
| 2013  | جاستن بيبر | أفضل فنان منفرد | فوز     | [ 46 ] |
| 2013  | بيليف      | أفضل ألبوم      | فوز     | [ 46 ] |

## جوائز ويبي
| السنة | المستلم                                                                    | الجوائز                     | النتيجة |
| ----- | -------------------------------------------------------------------------- | --------------------------- | ------- |
| 2011  | جاستن بيبر فاني أور داي                                                    | صوت الناس أفضل فيديو كوميدي | فوز     |
| 2013  | جاستن بيبر                                                                 | حملات التواصل الإجتماعي     | فوز     |
| 2014  | جاستن بيبر فاني أور داي"فيلم وفيديو على الإنترنت: نموذج طويل أو مسلسل ويب" | كوميديا                     | فوز     |

## جوائز الريادة العالمية
| السنة | المتسلم    | الجائزة                       | النتيجة |
| ----- | ---------- | ----------------------------- | ------- |
| 2010  | جاستن بيبر | جائزة الريادة العالمية للشباب | فوز     |

## جوائز يانغ هوليوود
| السنة | المتسلم    | الجائزة                   | النتيجة |
| ----- | ---------- | ------------------------- | ------- |
| 2010  | جاستن بيبر | وافد السنة                | فوز     |
| 2014  | جاستن بيبر | جائزة بطل الأعمال الخيرية | فوز     |

## جوائز موسيقى يوتيوب
| السنة | المتسلم                              | الجائزة     | النتيجة | مرجع   |
| ----- | ------------------------------------ | ----------- | ------- | ------ |
| 2013  | "بيوتي أند أ بيت" (تتضمن نيكي ميناج) | فيديو السنة | رُشِّح     | [ 52 ] |
| 2013  | جاستن بيبر                           | فنان السنة  | رُشِّح     | [ 52 ] |